# ФК Татабања
Фудбалски клуб Татабања (мађ. FC Tatabánya), скраћено као ТФК (TFC), је мађарски фудбалски клуб. Налази се у Татабањи. Боје клуба су светлоплаво-беле. Татабања као домаћин користи Градски стадион (Stadion Városi). 

## Историја клуба
ФК Татабања (Tatabányai Sport Klub) је основан 6. фебруара 1910. године, од стране Ференца Фраја (Ferenc Frei), рударског инжењера. Истовремено је још неколико градова изван Будимпеште такође основало своје фудбалске клубове Дебрецин, Мишколц и Ђер
Први светски рат је доста утицао на слабљење тима, али се ипак током двадесетих година после рата одржала популарност клуба. Професионализам је уведен у мађарски фудбал али тим финансијски није могао тако нешто себи да приушти и остао је да игра са аматерима. После завршетка Другог светског рата, 1947. године, тим је успео да стигне до прве мађарске лиге.

## Име клуба
- 1910.
- 1949.
- 1950.
- 1992.
- 1998.
- 1999.
- 2000.
- 2004.
- 2005.

## Легендарни играчи
- Ђула Грошич (1956-62)
- Јожеф Киприч
- Иштван Винце
- Тибор Маркуш

## Познати тренери
- Нандор Хидегкути
- Октавио Замбрано